# Tapesia
Tapesia (Pers.) Fuckel. – rodzaj grzybów należący do workowców (Ascomycota).

## Systematyka i nazewnictwo
Pozycja w klasyfikacji według Index Fungorum:
Mollisiaceae, Helotiales, Leotiomycetidae, Leotiomycetes, Pezizomycotina, Ascomycota, Fungi.
Synonimy: Peziza **** Tapesia Pers. 1822, Peziza trib. Tapesia (Pers.) Fr. 1822.
Gatunki występujące w Polsce
- Tapesia callunae (Mouton) Velen. 1934[3]
- Tapesia cinerella Rehm 1882[3]
- Tapesia cruenta Henn. & Plöttn. 1900[4]
- Tapesia fusca (Pers.) Fuckel 1870[3]
- Tapesia lividofusca (Fr.) Rehm 1891[3]
- Tapesia minutissima Fuckel 1871[5][3]
- Tapesia torulae Fuckel 1870[3]

Nazwy naukowe na podstawie Index Fungorum. Wykaz gatunków według M.A. Chmiel i innych.